# Bewegungskoordination
Unter Bewegungskoordination verstehen die Bewegungs- und die Trainingswissenschaft den Prozess und das Ergebnis des Zusammenwirkens verschiedener Wahrnehmungs-, Steuerungs-, Regelungs- und Motorik-Elemente zu einem geordneten, zielgerichteten Bewegungsablauf. Koordinierte Bewegungen sind gleichzeitig oder in geordneter Folge auftretende Muskelaktionen. Im Unterschied zu den koordinativen Fähigkeiten stellt die Bewegungskoordination eine Fertigkeit dar, die als sichtbares Resultat aus den zugrundeliegenden Fähigkeiten erwachsen kann, aber nicht muss. Die einzelnen zur Koordination von komplexen Bewegungen ineinandergreifenden Fähigkeiten lassen sich faktorenanalytisch ermitteln.

## Aspekte der Bewegungskoordination
Je nach Arbeitsbereich (Praktisches Training, Physiologie, Bewegungslehre etc.) lässt sich das Phänomen Bewegungskoordination unter verschiedenen Gesichtspunkten betrachten, analysieren und nutzen:
- Bewegungskoordination kann als sinnvolles Zusammenspiel der Bewegungen verschiedener Körperteile (z. B. von Arm-, Rumpf- und Beinbewegungen) verstanden werden.
- Bewegungskoordination kann man als dynamische Abstimmung der konditionellen Leistungsbereitschaften Kraft, Schnelligkeit, Schnellkraft, Ausdauer zu einer effektiven Bewegungsgestaltung sehen.
- Bewegungskoordination kann im physiologischen Sinne ein gelungenes Wechselspiel von Agonisten und Antagonisten (z. B. von Bizeps und Trizeps) bei Zug-, Schub-, Drehbewegungen bedeuten.
- Bewegungskoordination resultiert aus der optimalen Funktion physischer, physiologischer, neurologischer, regelungstechnischer, wahrnehmungspsychologischer und mentaler Leistungsfaktoren wie Beweglichkeit, Wendigkeit, Reizempfindlichkeit, Gleichgewichtsgefühl, Raumorientierung, Einstellungsfähigkeit, Antizipationsvermögen und andere.

## Merkmale der Bewegungskoordination
Eine gut koordinierte Bewegung präsentiert sich optisch als ästhetisch ansprechend und scheinbar mühelos. Der Akteur selbst empfindet sie als leicht und beglückend (vgl. gekonnte Skiabfahrt). Die gelungene Bewegungskoordination macht die Qualität einer Bewegungsgestalt aus. Sie hat  zudem auch wesentlichen Anteil an deren Effektivität. Die Bewegungslehre umschreibt sie mit Merkmalen wie flüssig, rhythmisch, organisch (=körpergerecht), ökonomisch (=kraftsparend), präzise (=bewegungsgenau), ästhetisch (=reizvoll) oder gekonnt (=ausgereift).
Die Bewegungskoordination ist ein signifikanter Gradmesser für die Beherrschung eines Bewegungsablaufs.

## Ansprüche an die Bewegungskoordination
Verschiedene Lebensbereiche stellen verschiedene Anforderungen an die Bewegungskoordination. Die Bewegungslehre differenziert z. B. zwischen Alltags-, Berufs- und Sportmotorik und konstatiert dabei eine wachsende Anzahl von Einzelelementen und eine Komplizierung des Zusammenspiels, je komplexer die Anforderungen werden. So zeigen sich Alltagsbewegungen (Gehen, Treppensteigen, Einkaufswagen packen) als relativ einfach strukturierte Bewegungsformen, die schnell beherrschbar sind. Berufsbezogene Bewegungen (von Dachdecker, Klempner, Chirurg oder Landwirt) erfordern spezifische Lernprozesse. Höchste Ansprüche an das Koordinationsvermögen können sportliche Bewegungsabläufe stellen (Gerätturnübungen, Eislauffiguren), zumal sie meist noch mit dynamischen Anforderungen (Wettkampf, Höchstleistung) gekoppelt sind.

## Messung und Beurteilung der Bewegungskoordination
Die Bewegungskoordination ist wegen ihrer Komplexität die am schwierigsten zu messende Grundfertigkeit. Um ihre unterschiedlichen Komponenten und deren Zusammenspiel zu erfassen, reicht kein Einzeltest. Es bedarf einer so genannten Testbatterie, die eine Serie von Einzelaufgaben (Items) koordiniert, die diese Komponenten repräsentieren. Außerdem muss das Problem gelöst werden, die Qualität der Bewegungsführung zu quantifizieren, um sie messbar und damit objektiv verfügbar zu machen.
Als ausgereift und damit einsetzbar zur Prüfung der Bewegungskoordination gilt ein Testverfahren nach den Regeln der Testpsychologie erst, wenn es zumindest die Haupt-Gütekriterien Objektivität, Validität, Reliabilität und Normierung erfüllt. Dies ist nur bei wenigen Verfahren gegeben, weil der statistisch/mathematische, personelle und zeitliche Aufwand dazu sehr hoch ist und zahlreiche Testabnahmen voraussetzt. Verfahren, denen z. B. Vergleichsdaten wie Normentafeln fehlen, sind als Prüfinstrument der Bewegungskoordination ungeeignet. Sie können aber zu deren Übung verwendet werden.
Als ausgereifte und entsprechend viel eingesetzte Prüfverfahren zur Erfassung der Bewegungskoordination können der Körperkoordinationstest für Kinder (KTK) von Ernst J. Kiphard und Friedhelm Schilling sowie der Wiener Koordinationsparcours (WKP) von Siegbert A. Warwitz gelten: Der KTK erfasst den koordinativen Leistungsstand von Kindern im Alter zwischen 5 und 14 Jahren. Er ist besonders geeignet, frühzeitig eventuelle Hirnschädigungen zu diagnostizieren. Der WKP erfasst das Leistungsspektrum von Kindern und Jugendlichen zwischen 11 und 21 Jahren sowie der speziellen Population weiblicher und männlicher Sportstudenten. Er verlangt von den Probanden, eine Folge von acht unterschiedlichen Bewegungsaufgaben möglichst schnell korrekt zu absolvieren. Der Grad der Koordinationsfähigkeit wird dabei über die Zeitmessung bestimmt. Die Anforderungen an das Koordinationsvermögen steigen mit der Geschwindigkeit der Bewegung. Sie ergeben sich zum einen durch die Aufgabenstellung, zum anderen aus deren Aufeinanderfolge.